# Jan Everse (1922)
Jan Everse (Rotterdam, 8 maggio 1922 – 15 ottobre 1974) è stato un calciatore olandese, di ruolo difensore. Ha un figlio, Jan, che ha giocato nella nazionale olandese.

## Carriera
Jan Everse, a livello di club, ha giocato nelle file del Neptunus. Con la Nazionale olandese ha giocato tre partite, esordendo il 16 giugno 1949 a Helsinki contro la Finlandia.
Nel 1948 fu selezionato come riserva per i Giochi olimpici di Londra, essendo una riserva non partì mai per il Regno Unito.

## Statistiche

### Cronologia presenze e reti in Nazionale
| Cronologia completa delle presenze e delle reti in nazionale ― Paesi Bassi | Cronologia completa delle presenze e delle reti in nazionale ― Paesi Bassi | Cronologia completa delle presenze e delle reti in nazionale ― Paesi Bassi | Cronologia completa delle presenze e delle reti in nazionale ― Paesi Bassi | Cronologia completa delle presenze e delle reti in nazionale ― Paesi Bassi | Cronologia completa delle presenze e delle reti in nazionale ― Paesi Bassi | Cronologia completa delle presenze e delle reti in nazionale ― Paesi Bassi | Cronologia completa delle presenze e delle reti in nazionale ― Paesi Bassi |
| Data                                                                       | Città                                                                      | In casa                                                                    | Risultato                                                                  | Ospiti                                                                     | Competizione                                                               | Reti                                                                       | Note                                                                       |
| -------------------------------------------------------------------------- | -------------------------------------------------------------------------- | -------------------------------------------------------------------------- | -------------------------------------------------------------------------- | -------------------------------------------------------------------------- | -------------------------------------------------------------------------- | -------------------------------------------------------------------------- | -------------------------------------------------------------------------- |
| 16-6-1949                                                                  | Helsinki                                                                   | Finlandia                                                                  | 1 – 4                                                                      | Paesi Bassi                                                                | Amichevole                                                                 | -                                                                          |                                                                            |
| 6-11-1949                                                                  | Rotterdam                                                                  | Paesi Bassi                                                                | 0 – 1                                                                      | Belgio                                                                     | Amichevole                                                                 | -                                                                          |                                                                            |
| 11-12-1949                                                                 | Amsterdam                                                                  | Paesi Bassi                                                                | 0 – 1                                                                      | Danimarca                                                                  | Amichevole                                                                 | -                                                                          | 84’                                                                        |
| Totale                                                                     |                                                                            | Presenze                                                                   | 3                                                                          |                                                                            | Reti                                                                       | 0                                                                          |                                                                            |